# Trox sordidus
Trox sordidus är en skalbaggsart som beskrevs av Leconte 1854. Trox sordidus ingår i släktet Trox och familjen knotbaggar. Inga underarter finns listade i Catalogue of Life.

## Bildgalleri

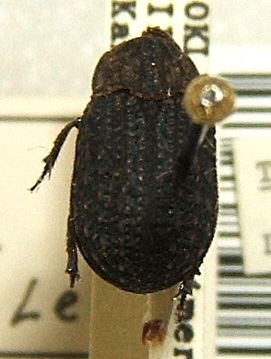